# Schkortitz
Schkortitz ist ein zur Ortschaft Höfgen der Großen Kreisstadt Grimma gehöriges Dorf im Landkreis Leipzig in Sachsen. Es wurde gemeinsam mit seinem Ortsteil Naundorf am 1. Juli 1973 nach Höfgen eingemeindet, mit dem es am 1. Januar 1994 zur Stadt Grimma kam.

## Geographie

### Geographische Lage und Verkehr

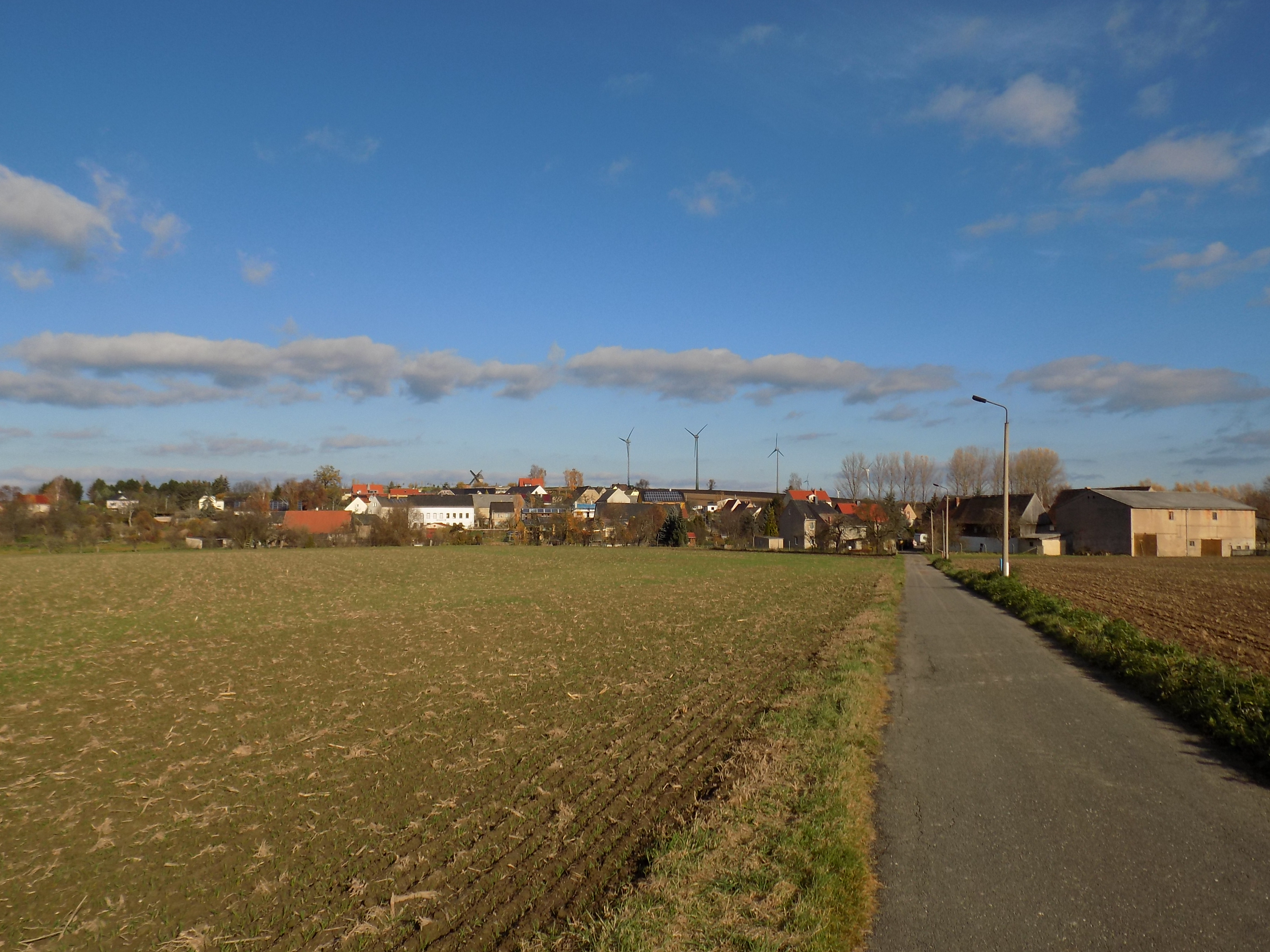
Schkortitz von Südwesten

Schkortitz befindet sich rund sieben Kilometer südöstlich der Kernstadt von Grimma an der Kreisstraße 8330 zwischen Naundorf und Kaditzsch. Der durch den Ort fließende Tannickenbach mündet bei der Schiffmühle Höfgen in die Mulde. Südlich von Schkortitz befindet sich der Thümmlitzwald.

### Nachbarorte
| Kaditzsch | Grechwitz                                   | Bröhsen  |
|           | Kompassrose, die auf Nachbargemeinden zeigt | Zeunitz  |
| Höfgen    | Keiselwitz                                  | Naundorf |

## Geschichte

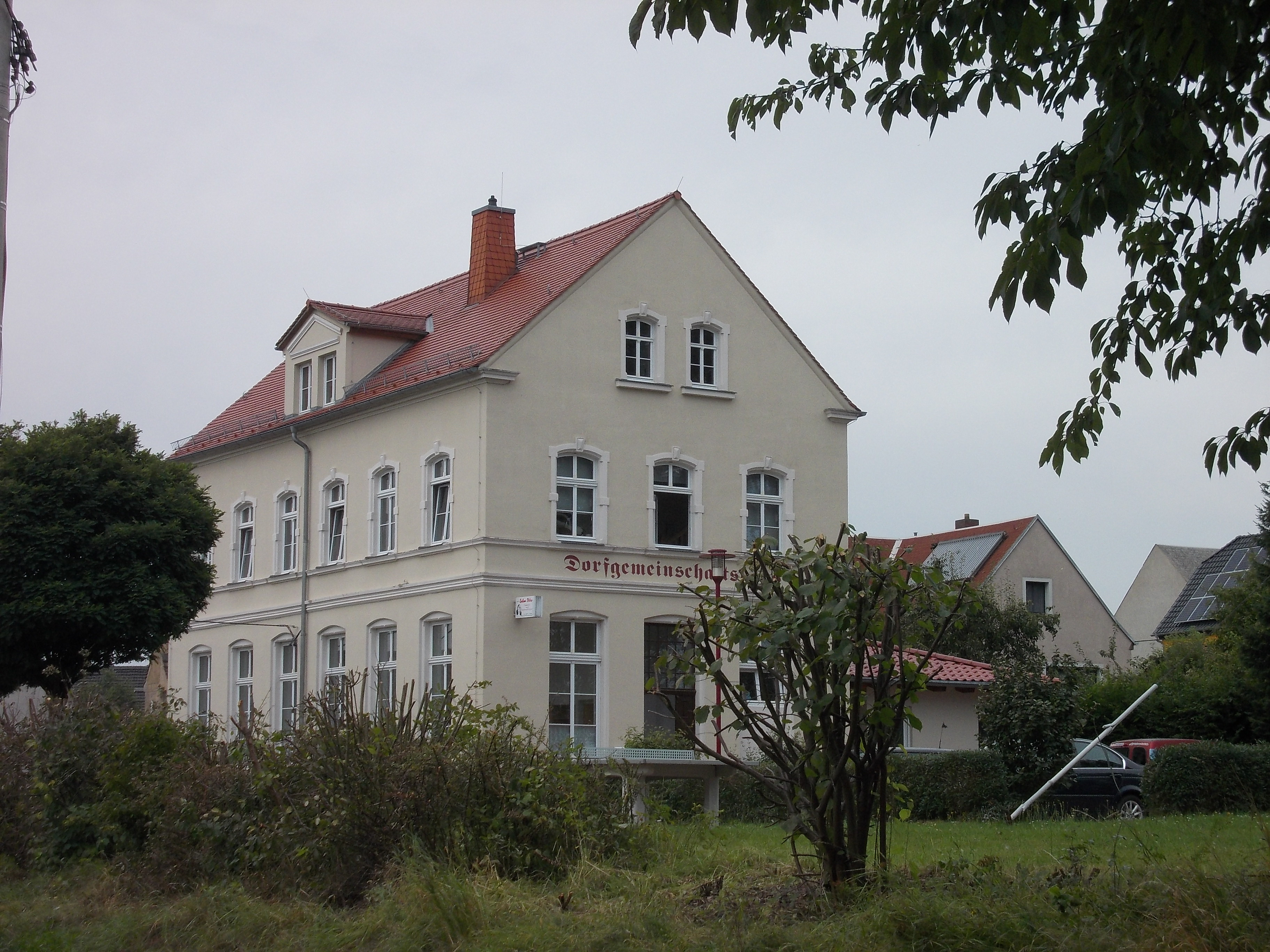
Dorfgemeinschaftshaus Schkortitz

Urkundlich wurde der Rundweiler Schkortitz 1276 das erste Mal als „Scortitz“ genannt. Weitere Nennungen waren:
- 1277: Scurtitz
- 1284: Schortytz
- 1350: Scorticz
- 1421: Czschortitz
- 1529: Schortitz
- 1590: Schkortitzsch
- 1875: Schkortitz (Schkorditz)

Bis ins 16. Jahrhundert gehörte Schkortitz zum Besitz des Zisterzienserinnen-Klosters Nimbschen, welches infolge der Einführung der Reformation und der Säkularisation als geistliches Institut im Jahr 1536 aufgelöst wurde. Anschließend wurde der Wirtschaftsbetrieb und die dazugehörigen Besitzungen vorerst von dem Klosterverwalter fortgeführt, bis im Jahr 1542 der Kurfürst Johann Friedrich von Sachsen (1525–1554) das Klostergut verpachtete. Als Teil des einstigen Besitzes des säkularisierten Klosters Nimbschen war Schkortitz zwischen 1550 und 1856 das östlichste Amtsdorf des kurfürstlich-sächsischen bzw. königlich-sächsischen Schulamts Grimma, welches für die Verwaltung des Besitzes und der wirtschaftlichen Unterhaltung der Fürstenschule Grimma zuständig war. Das Schulamt Grimma wurde ab 1829 schrittweise mit dem Erbamt Grimma zusammengeführt. Bei den im 19. Jahrhundert im Königreich Sachsen durchgeführten Verwaltungsreformen wurden die Ämter aufgelöst. Dadurch kam Schkortitz im Jahr 1856 unter die Verwaltung des Gerichtsamts Grimma und 1875 an die neu gegründete Amtshauptmannschaft Grimma.
Am 1. Juli 1950 wurde die bis dahin eigenständige Gemeinde Naundorf eingegliedert. Am 1. Januar 1952 kam Zeunitz hinzu, welches allerdings am 1. Januar 1968 nach Leipnitz umgegliedert wurde. Durch die zweite Kreisreform in der DDR im Jahr 1952 wurde die Gemeinde Schkortitz dem Kreis Grimma im Bezirk Leipzig angegliedert. Am 1. Juli 1973 erfolgte die Eingemeindung von Schkortitz mit seinem Ortsteil Naundorf nach Höfgen. Kirchlich gehört Schkortitz seit jeher zu Höfgen. Als Teil der Gemeinde Höfgen kam Schkortitz im Jahr 1990 zum sächsischen Landkreis Grimma, der 1994 im Muldentalkreis bzw. 2008 im Landkreis Leipzig aufging.
Seit der Eingemeindung der Gemeinde Höfgen nach Grimma am 1. Januar 1994 bildet Schkortitz einen von vier Ortsteilen der Ortschaft Höfgen der Großen Kreisstadt Grimma. Zwischen 2009 und 2013 erfolgte die Umsetzung der Paltrockwindmühle vom Wurzener Ortsteil Roitzsch an den heutigen Standort nördlich von Schkortitz.

## Entwicklung der Einwohnerzahl
| Jahr    | Einwohnerzahl                                           |
| ------- | ------------------------------------------------------- |
| 1548/51 | 15 besessene Mann, 1 Wüstung, 31 Inwohner, 21 1⁄2 Hufen |
| 1764    | 16 besessene Mann, 6 Häusler, 21 1⁄2 Hufen              |
| 1834    | 224                                                     |
| 1871    | 250                                                     |

| Jahr | Einwohnerzahl |
| ---- | ------------- |
| 1890 | 278           |
| 1910 | 259           |
| 1925 | 243           |
| 1939 | 218           |

| Jahr   | Einwohnerzahl |
| ------ | ------------- |
| 1946   | 304           |
| 1950 1 | 431           |
| 1964 2 | 410           |

## Sehenswürdigkeiten
Die Paltrockwindmühle wurde zwischen 2009 und 2013 von Roitzsch nach Schkortitz umgesetzt.